# The Mermaid (pel·lícula de 2016)
The Mermaid (美人鱼) és una pel·lícula fantàstica de comèdia romàntica de la Xina i Hong Kong del 2016 dirigida, coescrita i produïda per Stephen Chow, protagonitzat per Lin Yun, Deng Chao, Zhang Yuqi i Show Lo. La pel·lícula explica la història d'un home de negocis de playboy (Deng Chao) que s'enamora d'una sirena (Lin Yun) enviada per assassinar-lo.
La pel·lícula es va estrenar a la Xina el 8 de febrer de 2016 i va batre nombrosos rècords de taquilla, inclòs el dia d'estrena més gran i el rendiment brut més gran d'un sol dia fins al seu setè dia d'estrena. Mermaid va tenir la setmana d'estrena més gran de tots els temps a la Xina, on es va convertir en la tretzena pel·lícula més taquillera de tots els temps.
S'ha informat que s’ha acabat el rodatge d’una seqüela. Cherry Chevapravatdumrong i Teresa Hsiao estan escrivint un tractament per a un remake estatunidenc.

## Argument
L'empresari immobiliari i playboy Liu Xuan (Deng Chao) compra el Golf Verd, una reserva natural costanera, per a un projecte de terres guanyades al mar, i utilitza tecnologia de sonar per desfer-se de la vida marina de la zona. Sense que ho sàpiga, el Golf Verd és la llar de sirenes i el sonar (a més de la gran contaminació) ha provocat que molts d'ells morin o emmalalteixin. Els pocs supervivents viuen en un naufragi abandonat al golf i volen assassinar a Xuan pels seus fets. Els tritons envien a Shan (Lin Yun), una jove i bella sirena, que ha estat entrenada per caminar sobre les seves aletes i amagar-se entre els humans, per seduir i matar a Xuan. En una festa extravagant que celebra l'èxit empresarial de Xuan, Shan, fent-se passar per ballarina, li demana que la truqui.
Xuan, creient que Shan és una escort, truca al seu número per tal de posar gelosa Ruolan (Zhang Yuqi), el seu soci de negocis (i exnòvia). Shan intenta matar a Xuan, però tots els seus intents són contraproduents. Xuan decideix acompanyar a Shan de tornada a casa, i pel camí Shan el porta a una fira on treballa. Mentre és allà, Shan li mostra a en Xuan que hi ha coses més importants que els diners, i en Xuan està impressionat amb les travessies senzilles i divertides de Shan. Passen el dia junts i desenvolupen sentiments l’un per l’altre. Quan Xuan finalment es porta a casa en Shan, Shan ràpidament envia a Xuan fora abans que la seva gent pugui matar-lo. L'endemà, Xuan porta a Shan a una altra cita i se li declara. Xuan admet que, tot i que només es van conèixer el dia abans, ell ja sap que ella és la seva. Una Shan en conflicte el rebutja i admet que la van enviar allà per matar-lo. Xuan la fa un petó, però Ruolan els interromp. Shan s'esgota, i mentre  Xuan intenta seguir-la, Ruolan l'atura. Enfadat, Xuan demana a Ruolan que cancel·li el seu negoci.
Aquella nit, quan Shan es discuteix amb els altres sirens, Xuan va a casa de Shan per parlar amb ella. Allà, descobreix que ella i la seva família són sirens. En contra dels desitjos de Shan, els altres capturen Xuan i expliquen que els està matant amb el seu projecte de desenvolupament de la terra. Xuan està a punt de ser assassinat quan Shan l'ajuda a escapar. Octopus (Show Lo), un dels amics de Shan, s'enfada i s'adona que s'ha enamorat d'ell. Xuan torna a casa i, després de passar el xoc, decideix investigar les conseqüències del seu projecte. Apaga el sonar però li diu a Ruolan que Shan és una sirena i revela on viuen els altres sirens. Ruolan li diu a la Xuan que en George, el seu sequaç, també creu en les sirenes i que ha estat intentant trobar-ne una. Està enfadada per la falta d'afecte de Xuan i promet matar a Shan. Xuan intenta aturar-los, però el destitueixen i es dirigeixen cap al vaixell abandonat. Els mercenaris són atacats pels mercenaris de Ruolan, i molts d'ells són assassinats. Els sirens aviat s'adonen que el sonar s'havia apagat i havia tornat a l'oceà. Quan Shan intenta escapar, és disparada i forçada a terra. Xuan, utilitzant un jet pack, arriba a temps per recuperar una Shan malferida. Mentre l'està portant a l'oceà, Ruolan li dispara amb ràbia, però en George l'atura abans que pugui ferir-lo més. Shan insisteix que Xuan la deixi, però ell continua portant-la a un lloc segur. La policia arriba i mentre Ruolan i George són arrestats, Xuan s'ensorra per les seves ferides.
Tres anys més tard, un estudiant arriba a casa d'en Xuan per agrair-li la creació d'una beca per a la investigació en protecció del medi ambient. L'estudiant li pregunta a Xuan si les persones del mar són reals i si la història que es va enamorar d'una sirena és certa, però Xuan ho nega. Aleshores, Xuan presenta l'estudiant a la seva dona, "Lucy", que en realitat és Shan disfressada humana. Xuan i Shan animen l'estudiant a viatjar i explorar el món. A continuació, la pantalla mostra Xuan i Shan nedant a l'oceà juntament amb els altres sirens.

## Repartiment
- Deng Chao com a Liu Xuan (刘轩)
- Lin Yun com a Shan (珊}}), "la sirena"
- Show Lo com a Octopus (八哥)
- Zhang Yuqi com a Ruolan (若兰), sòcia de negocis de Xuan
- Kris Wu com a Long Jianfei, estudiant que s’entrevista amb Xuan (cameo)
- Lu Zhengyu
- Fan Shuzhen
- Li Shangzheng
- Bo Xiaolong
- Pierre Bourdaud
- Ivan Kotik com a George
- Kong Lianshun  (cameo)
- Bai Ke (cameo)
- Chiu Chi Ling (cameo)
- Tin Kai-man (cameo)
- Tsui Hark (cameo)
- Wen Zhang (cameo)
- Lam Chi-chung (cameo)
- Yang Neng
- Zhang Mei'e
- Jiro Lee

## Producció

### Inspiracions
La història es va inspirar en el conte de fades de Hans Christian Andersen de "La Sireneta" en què una sirena estima un humà, però Chow volia fer-ne una interpretació moderna: "Vaig veure un gran espai creatiu. i el potencial de desenvolupament de la història". En una altra entrevista, Chow va dir: "En realitat sóc un gran fan dels contes de fades. Tots els meus títols anteriors es poden entendre com a contes de fades. En el món dels contes de fades, els dolents són castigats i els bons veuen un final feliç. Compro aquesta idea".
Una altra inspiració prové de les experiències infantils de Chow. "Vaig viure a prop del mar de petit i mirava el mar cada dia. Tenia por i curiositat. Estava molt nerviós quan vaig nedar al mar i vaig sentir que hi podia haver alguna cosa amagada a sota. M'ha fascinat la història (de la sirena) des de llavors, i vaig sentir que podria fer la pel·lícula, creant el concepte fa 6 anys i començant a escriure el guió fa quatre o cinc anys."

### Càsting

#### Protagonisme masculí i vilà
Stephen Chow va triar Deng Chao per interpretar el personatge masculí principal de la pel·lícula, Liu Xuan, tot i que Show Lo (que va interpretar a Octopus a la pel·lícula, i abans havia treballat amb Chow a Journey to the West: Conquering the Demons) també estava en consideració. Chow va explicar que finalment va escollir a Deng Chao per al paper principal a causa de la seva aclaparadora popularitat a la Xina, i també va confiar en el talent còmic de Deng, després d'haver observat les seves actuacions en l'èxit d'estil slapstick The Breakup Guru.
Zhang Yuqi va treballar per primera vegada amb Chow a CJ7 i va guanyar fama amb aquest paper. Més tard, tots dos es van enfrontar en una disputa contractual molt publicitada. Però la relació personal entre ells no va ser intensa i Zhang va defensar una vegada Chow quan estava sota atacs personals d'antics col·laboradors i empleats descontents. Quan Zhang va rebre una trucada de Chow, es trobava a un país estranger mentre el seu cotxe es va avariar. Va dir que sí a unir-se al repartiment per interpretar el dolent de la pel·lícula i va descriure el paper com un repte personal.

#### La "Sirena"
La selecció del personatge principal femení, la "Sirena" Shan, va ser una de les parts més publicitades del procés de rodatge. Tal com es va informar a Oriental Daily News, l'actriu Lin Yun, llavors de 18 anys, va ser seleccionada per Chow i el seu equip de càsting entre més de 120.000 participants a causa de la seva personalitat madura en un concurs de talent celebrat a Shenzhen. Segons s'informa, durant el període de 13 entrenaments de càsting, Lin Yun va cridar l'atenció de l'equip de càsting per estar tranquil·la i reposada mentre que altres participants van fer tot el possible per robar el focus. Segons Lin Yun, va entrar a l'audició per recomanació dels seus amics i sempre ha admirat Stephen Chow.
L'audició massiva va ser del 31 de juliol al 15 d'agost de 2014, quan tothom va poder enviar els currículums al lloc web per a les votacions en línia i perquè l'equip de càsting els escollís. Un total de 43 concursants van ser seleccionats després de la primera ronda, i després van ser preseleccionats entre 13 finalistes per participar en el concurs final celebrat el 15 de setembre de 2014. Entre ells, sis van ser escollits per continuar en el procés d'audició. Lin Yun finalment va guanyar el paper de la pel·lícula.

### Rodatge
The Mermaid es va començar a rodar l'octubre de 2014, amb rodatges a Shenzhen, Guangzhou, Dongguan i a Pequín. Abans del rodatge, els membres del repartiment confirmats Deng Chao, Show Lo, Zhang Yuqi i la nouvinguda Lin Yun provenien d'un concurs de talents celebrat específicament per a The Mermaid a Shenzhen.
La producció de la pel·lícula era un secret ben guardat. Es va construir un conjunt important en una gran fàbrica, que es va utilitzar una vegada per a la producció de vidre, a Shenzhen com a refugi de sirenes a la pel·lícula. Els informes diuen que la majoria de les escenes de la seva darrera pel·lícula s'han rodat més de 50 vegades per complir amb els seus exigents estàndards. Chow fins i tot ha entrenat personalment la majoria del repartiment en interpretació, des de les estrelles principals Deng, Zhang Yuqi i Lin Yun a Show Lo, així com altres membres del repartiment. Per obtenir el millor resultat, Chow una vegada va deixar que Deng Chao i Lin Yun mengessin 150 pollastres rostits per rodar una escena. Lin Yun va dir que Chow no li va cridar mai i sovint mirava fora per ella. Interpretant el paper d'una sirena, Lin sovint havia de posar-se l'arnès de seguretat quan filmava les seves escenes submarines. Com que no hi estava acostumada, sovint patia ferides a tot el cos, i en una ocasió, Yun gairebé es va desfigurar.
El rodatge va acabar a Pequín el 2 de febrer de 2015, i després va passar a la postproducció, afegint efectes visuals de Ken Law i la seva Different Digital Design Ltd., així com de MACROGRAPH, Ltd. de Corea del Sud, tots dos van treballar per a la pel·lícula anterior de Chow Journey to the West: Conquering the Demons.

### Cameos notables
Els directors Tsui Hark i Stephen Chow van col·laborar per primera vegada a The Mermaid. Els dos directors de cinema mai havien treballat junts durant la seva carrera, tot i que s'estén durant tres dècades. Tsui Hark va dir que havien discutit la col·laboració durant anys, però Chow estava tan ocupat que Tsui va haver d'esperar fins aleshores. En una conferència de premsa a Pequín per promocionar The Mermaid, es va revelar que el director Tsui Hark i l'actor Kris Wu tindrien aparicions cameo a la pel·lícula.
Altres cameos notables inclouen l'actor Wen Zhang, que va ser a l'anterior èxit de taquilla de Chow Journey to the West: Conquering the Demons, i el duet de còmics Kong Lianshun i Bai Ke (White. K) del popular sèrie web Surprise, i la pel·lícula de comèdia fantàstica del 2015 Surprise.

## Màrqueting
Stephen Chow va fer una gira per 20 ciutats a la Xina per promocionar The Mermaid, incloent moltes reunions de fans. Nou empreses, incloses China Film Group, Hehe (Shanghai) Pictures i Enlight Media, van invertir en la producció, mentre que quatre empreses, Star Overseas, Hehe Pictures, Maxtimes Culture i Union (Beijing) Pictures, van col·laborar en termes de màrqueting i promoció.
El 24 de maig de 2016, Stephen Chow, Deng Chao i Lin Yun es van unir als ministres del govern xinès a Wellington per a la projecció de The Mermaid com a obertura de la "Setmana del cinema de la Xina de Nova Zelanda" al museu nacional de Nova Zelanda per afavorir l'intercanvi cultural entre les comunitats cinematogràfiques de la Xina i de Nova Zelanda.

### Tràilers i "màrqueting de la fam"
Hi va haver tres tràilers publicats abans del debut de The Mermaid. En el primer tràiler, el magnat, interpretat per Deng Chao, diu a la policia que ha conegut i ha estat segrestat per una sirena. En el seu darrer tràiler de 90 segons publicat el 31 de gener de 2016, mostrava la història d'amor entre Liu Xuan i Shan, els dos personatges principals, així com la matança i la caça de les sirenes. Es va veure un gir interessant i un enllaç històric al segon tràiler, on hi havia una pista que insinuava els viatges del llegendari mariner xinès Zheng He al segle XV. No obstant això, gran part de la història es va mantenir en secret i els tràilers no van revelar massa, ja que l'equip de màrqueting tenia la creença de fer els tràilers "menys sorprenents que la pel·lícula real", per tal de reduir el bombo i les expectatives, i de manera que quan el públic veiés la pel·lícula, se "sorprendria".
Chow també va adoptar el "màrqueting de la fam" aquesta vegada per mantenir un alt secret i el misteri en no permetre que ningú, inclosos els directors de teatre i els crítics de cinema, veiessin la pel·lícula per avançat en cap estrena fins que es va estrenar realment als cinemes.

### Cançó temàtica i vídeos musicals
El tema principal de The Mermaid es titula "Invencible". La cançó va ser escrita i composta per Stephen Chow i interpretada per Deng Chao. Compositor de partitures de pel·lícula Raymond Wong (Shaolin Soccer, Kung-fu-sió, CJ7 i Journey to the West: Conquering the Demons) va fer l'arranjament, mentre que el productor musical Patrick Tsang (que va produir discos per a Faye Wong, Eason Chan i més) ho va barrejar. La cançó també té un vídeo musical en què Deng Chao canta a l'estudi mentre Stephen Chow, Kris Wu i Lin Yun sembla que també canten la cançó. Les seves veus mai s'han escoltat ja que només hi ha una pista vocal de Deng.
Adam Cheng, Lin Yun, Stephen Chow i Karen Mok van aparèixer en una conferència de premsa a Pequín el 18 de gener de 2016 per llançar la cançó promocional "You Are the Best in the World" per a la pel·lícula. La cançó és la versió de Cheng i Mok de la popular cançó antiga de la sèrie de televisió de 1983 "The Legend of the Condor Heroes". El vídeo musical de "You Are the Best in the World" mostra un duet d'Adam Cheng i Karen Mok amb Stephen Chow afegint veus de fons.

### Finances
Els mitjans de comunicació van informar àmpliament d'un acord de dos mil milions de yuan de garantia de taquilla. L'acord permetria a Chow i als productors de la pel·lícula rebre una gran part d'ingressos anticipats abans que el brut de taquilla arribés als dos mil milions de iuans a la Xina. Si finalment el brut supera aquesta xifra, els distribuïdors tindran prioritat en la recaptació de dividends. Yang Wei, presidenta de Hehe Pictures, "va admetre que hi havia aquest acord, però no va revelar el nombre exacte, ja que els detalls estaven coberts per una clàusula de secret en l'acord".
El "model de garantia de taquilla" fa més d'una dècada que existeix a la indústria cinematogràfica xinesa. L'última pel·lícula de Chow Journey to the West: Conquering the Demons, juntament amb moltes altres comèdies de gran èxit recents com Breakup Buddies també van utilitzar aquest tipus d'enfocament. Es diu que "El model ofereix no sols control de riscos, assegurant els interessos de la producció, sinó que també dóna prioritat als distribuïdors en el finançament de futurs èxits de taquilla, a més de mostrar la seva confiança en el futur rendiment de taquilla de les pel·lícules".
"Puc confirmar que Hehe Pictures és la part principal de l'acord i ha pagat totes les garanties de taquilla", va dir Yang.

### Cartells de fites
Com que The Mermaid s'ha convertit en la pel·lícula més taquillera de la Xina, es va publicar un nou pòster per marcar la fita.

## Llançament
The Mermaid es va estrenar a la Xina el 8 de febrer de 2016. Als Estats Units, Sony Pictures li va donar una estrena limitada el 19 de febrer en 35 sales. A les Filipines, la pel·lícula també es va estrenar en sales l'11 de maig de 2016, titulada simplement Mermaid, amb Columbia Pictures Philippines i Edko Films com a distribuïdors.

### Taquilla
Animada per l'expectació dels aficionats a més de tenir l'avantatge d'obrir-se un dia després de l'Any Nou Xinès, The Mermaid va aconseguir un rècord del dia d'obertura de 40,9 milions de dòlars, en aquell moment aquest era el dia d'obertura més important. per a una pel·lícula xinesa i la segona més gran de tots els temps després del dia d'estrena de Furious 7. Un milió de dòlars EUA provenia de les projeccions de mitjanit. La pel·lícula va establir un rècord per a la pel·lícula més ràpida en guanyar mil milionsde renminbi (152,4 milions de dòlars EUA), fent-ho dins dels quatre dies posteriors al llançament, i també va registrar els ingressos bruts més grans de cinc dies (187,3 milions de dòlars EUA). Durant els set dies d'obertura setmana, va recaptar 275,1 milions de dòlars EUA, batent rècords de la major recaptació de set dies i la setmana d'obertura més gran de tots els temps a la Xina (batent el rècord de Furious 7), i el tercer més gran de tots els temps, darrere de les pel·lícules de Hollywood Star Wars episodi VII: El despertar de la força (390,8 milions de dòlars EUA) i Jurassic World (296,2 milions de dòlars EUA). Va recaptar 120,4 milions de dòlars només durant el cap de setmana d'obertura de tres dies (de divendres a diumenge), el més gran de tots els temps a Xina i la segona recaptació bruta més gran  de tres dies per darrere de la de dissabte a dilluns de Furious 7. Això juntament amb From Vegas to Macau III (119 milions de dòlars EUA) i The Monkey King 2 (116 milions de dòlars EUA) va ajudar la taquilla xinesa a batre el Guinness World Record per a la setmana de taquilla més gran amb 548 milions de dòlars del 8 al 14 de febrer. 2016. El rècord anterior es va establir la setmana del 26 de desembre de 2015 a l'1 de gener de 2016 quan Star Wars: El despertar de la força va liderar la taquilla amb 261 milions de dòlars i la taquilla aquella setmana va ascendir a 529,6 milions de dòlars. La setmana de taquilla xinesa més gran anterior s'havia fixat el juliol de 2015 quan Monster Hunt, Pacake Man i Monkey King: Hero is Back, combinat per un total de 253 milions de dòlars durant la seva primera setmana.
El 19 de febrer de 2016, 12 dies després de l'estrena, la pel·lícula es va convertir en la pel·lícula més taquillera de la Xina amb 2.450 milions de yuans, superant al rècord anterior, Furious 7. En el seu segon cap de setmana, els seus ingressos van caure en 53 % fins a 55,9 milions de dòlars EUA de 155.704 projeccions per a un total de 14 dies de 419,2 milions de dòlars EUA. El 26 de febrer, es va anunciar que The Mermaid havia recaptat tres mil milions de iuans (459 milions de dòlars EUA) en el seu 19è dia des del seu llançament a la Xina continental. Va ser la primera pel·lícula que va impulsar el club de tres mil milions de iuans a la indústria cinematogràfica de la Xina i va marcar una nova fita. El 5 de març, es va convertir en la primera pel·lícula que va guanyar 500 milions de dòlars a la Xina i la setena general en un sol territori. The Mermaid va recaptar 3.390 milions de yuans (525 milions de dòlars EUA) a la Xina, A causa del seu èxit, la seva estrena en cinemes a la Xina es va ampliar fins al juny 2016.
La pel·lícula també va tenir èxit fora de la Xina, obtenint el dia d'estrena més gran de tots els temps per a una pel·lícula xinesa tant a Malàisia (838.000 dòlars) com a Singapur (528.000 dòlars). També es va estrenar en primer lloc a Malàisia amb 3,8 milions de dòlars (per davant de Deadpool) i al Vietnam amb 2 milions de dòlars. A Singapur va debutar en segon lloc amb 1,6 milions de dòlars EUA. A Hong Kong, The Mermaid va batre el rècord local del dia de l'estrena amb 4,96 milions de dòlars de Hong Kong (638.352 dòlars EUA), superant el rècord anterior de Kung-fu-sió (4,42 milions de dòlars HK) que també va ser dirigida per Chow. Pel 3 d'abril de 2016, hi havia recaptat 7,69 milions de dòlars.
Als Estats Units, la pel·lícula va recaptar 985.000 dòlars el cap de setmana d'estrena, amb una mitjana de 28.144 dòlars per sala, convertint-se en el cap de setmana d'estrena més gran fins ara per a una pel·lícula en xinès d'estrena limitada.
Tanmateix, l’Apple Daily, va informar que Taiwan no llançaria The Mermaid. Les regulacions de quotes taiwaneses d'aleshores permetien que només s'estrenessin deu pel·lícules xineses continentals a Taiwan en un any determinat. Les pel·lícules de la Xina continental havien de sortejar; només els que tenien els números 1-10 van rebre permís. The Mermaid es va situar el número 44. Aquesta va ser la primera vegada que el públic taiwanès es va perdre una pel·lícula de Stephen Chow i els fans van protestar contra el ministeri cultural de Taiwan sobre l'assumpte.

### Resposta crítica
La resposta a la pel·lícula va ser en general positiva. Va obtenir una puntuació del 95% a Rotten Tomatoes basat en 37 ressenyes crítiques. El consens crític del lloc web diu: "La sirena requereix una voluntat d'abraçar allò estrany, però avala els seus estranys vols de fantasia amb un conte de fades de gran cor i un missatge ressonant."  Va obtenir una puntuació del 69% a Metacritic.
Glenn Kenny de The New York Times va assenyalar que The Mermaid "no és una comèdia romàntica fantàstica habitual... que inclou eriçons de mar armats, pollastres rostits increïblement deliciosos, automutilació home-pop i altres peculiaritats de còmic." Bilge Ebiri de New York Magazine va elogiar la pel·lícula, dient que és "increïble com aconsegueix ser de singular i estranya Mermaid, sobretot tenint en compte el concepte molt derivat – Com personal se sent, enmig de tot l'humor absurd i trencadís. Mereix ser vista." Dylan Kickham d'Entertainment Weekly va pensar que la pel·lícula estava "en el seu millor moment quan abraçava el ridícul, comèdia sense límits i farsa per la qual Chow s'havia fet conegut, gràcies a pel·lícules com Kung-fu-sió i Shaolin Soccer. Des del principi, i durant tota la meitat de la pel·lícula, Chow i els seus actors presenten una farsa amb tota la força." Simon Abrams de RogerEbert.com va assenyalar que "No importa si no us agraden els subtítols. No importa si mai no has sentit parlar del director. No importa si no has vist mai una pel·lícula xinesa a la teva vida. Et farà riure. Garantit." El crític de cinema de South China Morning Post Ben Sin a donar a la pel·lícula tres de cinc estrelles i la va descriure com "un drama sòlid amb cor i, el que és més important, un missatge", tot i que va opinar que, sent la segona pel·lícula de Chow on es va quedar darrere del càmera, "ha de ser decebedor per als hongkonesos".  James Marsh de Screen International va dir que l'actriu Lin "aporta un comportament deliciosament peculiar al seu literal peix fora de l'aigua" i "l’ús de tant en tant embafador del CGI només afegeix l'encant estrany de la pel·lícula". Zhang Rui de China.org.cn va comentar que "La pel·lícula té un aspecte senzill i fort missatge a lliurar: l'amor pot transcendir la raça i altres barreres. Difícilment podríeu esperar veure un conte de fades tan pur i un tema tan net a les superproduccions durant molt de temps, però Chow ho ha fet amb un cor pur i infantil." Elizabeth Kerr de The Hollywood Reporter va dir que "la fantàstica Sirena lliura el seu missatge sense cap pinzella de subtilesa (i no es disculpa) però amb un encant, enginy i foscor considerables per compensar-ho."  MovieXclusive.com va donar a la pel·lícula quatre de cinc estrelles i va dir que la pel·lícula "és un paquet complet: un repartiment estel·lar que ofereix actuacions divertides, una història decent sobre l'ecologisme i, el més important: un barril de rialles garantides per entretenir a tota la família."

### Reconeixements
| Llista de premis i nominacions       | Llista de premis i nominacions | Llista de premis i nominacions  | Llista de premis i nominacions                                                        | Llista de premis i nominacions | Llista de premis i nominacions |
| Premi                                | Data de la cerimònia           | Categoria                       | Contenidor(s)                                                                         | Resultats                      | Ref(s)                         |
| ------------------------------------ | ------------------------------ | ------------------------------- | ------------------------------------------------------------------------------------- | ------------------------------ | ------------------------------ |
| 12è Festival de Cinema Xinès-Americà | 2016                           | Pel·lícula Premi Àngel d'Or     | The Mermaid                                                                           | Guanyador                      | [ 74 ]                         |
| 12è Festival de Cinema Xinès-Americà | 2016                           | Millor debutant                 | Lin Yun                                                                               | Guanyador                      | [ 74 ]                         |
| Asian Film Awards                    | 21 de març de 2017             | Millor nouvingut                | Lin Yun                                                                               | Nominat                        | [ 75 ]                         |
| Premis Saturn                        | 28 de juny de 2017             | Millor pel·lícula internacional | The Mermaid                                                                           | Nominat                        | [ 76 ]                         |
| Premis de Cinema de Hong Kong        | 9 d'abril de 2017              | Millor pel·lícula               | Stephen Chow                                                                          | Nominat                        | [ 77 ]                         |
| Premis de Cinema de Hong Kong        | 9 d'abril de 2017              | Millor Director                 | Stephen Chow                                                                          | Nominat                        | [ 77 ]                         |
| Premis de Cinema de Hong Kong        | 9 d'abril de 2017              | Millor guió                     | Stephen Chow                                                                          | Nominat                        | [ 77 ]                         |
| Premis de Cinema de Hong Kong        | 9 d'abril de 2017              | Millor actriu secundària        | Zhang Yuqi                                                                            | Nominat                        | [ 77 ]                         |
| Premis de Cinema de Hong Kong        | 9 d'abril de 2017              | Millor actor novell             | Lin Yun                                                                               | Nominat                        | [ 77 ]                         |
| Premis de Cinema de Hong Kong        | 9 d'abril de 2017              | Millor direcció artística       | Chan Kam Ho Raymond                                                                   | Nominat                        | [ 77 ]                         |
| Premis de Cinema de Hong Kong        | 9 d'abril de 2017              | Millor cançó original           | Compositor i lletrista： Stephen Chow Cantant： Deng Chao (Per la cançó "Invincible") | Nominat                        | [ 77 ]                         |
| Premis de Cinema de Hong Kong        | 9 d'abril de 2017              | millors efectes visuals         | Ken Law Lee In-ho Kang Tae-gyun Marco Ng                                              | Nominat                        | [ 77 ]                         |